# Miguel Lillo
Pour les articles homonymes, voir Lillo.
Miguel Lillo (né le 27 juillet 1862 à San Miguel de Tucumán en Argentine - mort le 4 mai 1931 à San Miguel de Tucumán) est un naturaliste argentin.

## Hommages
La Faculté des sciences naturelles et Institut Miguel Lillo, et la Fundación Miguel Lillo, ainsi que le parc Miguel Lillo à Necochea commémorent son nom.
Deux périodiques botaniques ont été nommés d'après lui : Lilloa et Opera Lilloana.
Un genre d'Araceae, Lilloa lui est dédié.